# Запредельный волновод
Запредельный волновод — радиоволновод, в котором поперечные размеры менее предельных, при которых невозможно распространение электромагнитной волны в волноводе.

## Свойства
Минимальная частота основной волны в прямоугольном волноводе типа H10, способной распространяться в волноводе, равна: {\displaystyle {\frac {c_{v}}{2a}}}, где {\displaystyle c_{v}} — скорость света в волноводе, a — размер широкой стенки волновода.

## Использование
Запредельные волноводы используются для СВЧ нагрузок, в облучателях антенн, для СВЧ фильтров и аттенюаторов.
При использовании в облучателях антенн одновременно нескольких диапазонов волн (С, Ku, Ka) волноводы размещают поочередно, так как волна большей длины не проникнет в волновод с меньшими поперечными размерами — являющийся запредельным.
Таким образом одну наземную или космическую антенну можно использовать в любом используемом диапазоне волн одновременно.
Запредельные волноводы используются в космической технике для отвода газов из волноводов космических аппаратов в космосе.

## Особенности
Идеальный характер частотной зависимости, а следовательно, возможность её использования для реализации частотной фильтрации, проявляется лишь на достаточно длинных волноводах. В настольном эксперименте тракт, состоящий из волноводной секции и двух КВП, легко демонстрирует прохождение запредельных частот. Объясняется это наличием ёмкости между возбуждающими штырями КВП. При этом ослабление сигнала пропорционально длине тракта. Данный факт используется в измерительных СВЧ генераторах Г4-78…Г4-82, где калиброванный плавный регулируемый аттенюатор выполнен на запредельном волноводе переменной длины.